# Kenneth Pugh Olavarría

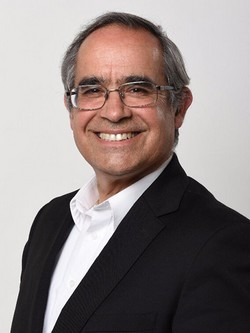
Kenneth Pugh Olavarría im November 2017

Kenneth Peter Pugh Olavarría (* 22. Oktober 1959) ist ein chilenischer Marineoffizier und Politiker. Derzeit ist er Senator der Republik Chile für die Amtszeit 2018 bis 2026.
Während seiner Amtszeit im Senat wurde Pugh insbesondere für seine Initiativen zur Förderung internationaler Kooperationen im Bereich der Cybersicherheit gewürdigt. Nationale Medien bezeichnen ihn als eine zentrale Figur im Bereich der digitalen Sicherheit und der Bekämpfung von Cyberkriminalität.

## Biografie
Pugh wurde als Sohn von Kenneth Pugh Gillmore, einem Chilenen britischer Herkunft, und María Teresa Olavarría Sanhueza geboren. Er ist mit María Victoria Valdovinos Izue verheiratet und Vater von vier Kindern.
Er absolvierte seine Schulausbildung an der renommierten The Mackay School in Viña del Mar und trat anschließend in die Arturo-Prat-Marineakademie ein, die er am 1. Januar 1979 mit dem Dienstgrad eines Fähnrichs zur See abschloss. Pugh besitzt einen Hochschulabschluss in Marinewaffentechnik mit Schwerpunkt Elektronik.
Er erwarb zudem einen Masterabschluss in Marine- und Seewissenschaften mit Schwerpunkt Strategie an der Päpstliche Katholischen Universität von Valparaíso (PUCV). An derselben Universität absolvierte er auch ein Diplomstudium in Finanzwissenschaften. Ergänzend dazu belegte er ein weiteres Diplomprogramm im Bereich Management von Gesundheitseinrichtungen an der Andrés Bello Universität.
Im Rahmen seiner über 13-jährigen aktiven Seetätigkeit diente Pugh unter anderem auf den Einheiten DLH „Almirante Latorre“, DLH „Cochrane“, PFG „Condell“, TS „Esmeralda“ und LM „Chipana“. Im Jahr 1997 übernahm er das Kommando über LM „Papudo“, 2002 über PFG „Ministro Zenteno“ und 2003 über das Flaggschiff DLH „Blanco Encalada“. Von 2004 bis 2005 war er als Verteidigungsattaché an der chilenischen Botschaft in Kanada tätig. Anschließend fungierte er von 2006 bis 2007 als Stabschef der Vierten Marinezone und im Jahr 2008 als Direktor des Marinelazaretts „Almirante Nef“.
Am 18. Juni 2009 wurde er von Präsidentin Michelle Bachelet zum Konteradmiral befördert und gleichzeitig zum Oberkommandierenden der Vierten Marinezone ernannt. Im darauffolgenden Jahr übernahm er die Leitung des Marinenachrichtendienstes.
Im Januar 2012 erfolgte unter Präsident Sebastián Piñera die Ernennung zum Vizeadmiral der Marine. Im selben Jahr wurde Pugh zum Generaldirektor für das Personalwesen der chilenischen Marine berufen.
Ende 2013 beendete er seine aktiven Dienstpflichten und trat 2014 in den Ruhestand.